# Érythromelalgie primaire familiale
Décrit pour la première fois en 1878 l'érythromelalgie primaire familiale se manifeste par des douleurs importantes, récurrentes, bilatérales et symétriques s'accompagnant de chaleur, de rougeur et de gonflement au niveau des pieds et beaucoup moins fréquemment des mains. Ces manifestations sont strictement isolées et il n'existe aucun autre organe impliqué ; leurs intensités et leurs durées varient dans une même famille.
Cette maladie apparaît dans la grande enfance ou dans l'adolescence mais peut aussi apparaître plus tôt. Localisée au début à la plante des pieds et des mains, elle peut atteindre plus tard les jambes et les avant-bras avec des douleurs plusieurs fois par jour.
Au début, les douleurs sont déclenchées par une exposition à la chaleur mais par l'effort, des chaussures serrées, le port de chaussette, l'alcool et les aliments épicés. Quelques personnes se plaignent d'allodynie (stimulation ne provoquant habituellement pas de douleur) ou d'hyperalgésie (sensibilité excessive à la douleur).
Cette pathologie peut entraîner des troubles du sommeil et limiter de façon importante les activités quotidiennes.
La biopsie de peau montre des rétrécissements non spécifiques de la membrane basale des vaisseaux avec un œdème, des infiltrations de cellules mononucléaires et une diminution de l'innervation par le système nerveux autonome.
Il n'existe pas de traitement spécifique de cette maladie.

## Sources
- (en) Fuki M Hisama, Sulayman D Dib-Hajj, Stephen G Waxman, « SCN9A-Related Inherited Erythromelalgia » In: GeneReviews at GeneTests: Medical Genetics Information Resource (database online). Copyright, University of Washington, Seattle. 1997-2006. *(en) Érythromelalgie héréditaire

## Associations
- (en) The Erythromelalgia Association